# Cartea Românească
Cartea Românească en français : « Le Livre roumain » est une maison d'édition située à Bucarest en Roumanie. 
Fondée en 1919, elle est dissoute par le régime communiste en 1948, avant d'être de nouveau autorisée en 1970. Elle est alors l'organe officiel d'édition de l'Union des écrivains de Roumanie (USR). 
L'USR maintient son contrôle sur l'entreprise à la suite de la révolution de 1989 et, tout en partageant la marque entre 2005 et 2016 avec la compagnie privée, Polirom. 
Depuis 2017, Cartea Românească est une marque partagée entre l'USR et Editura Paralela 45.